# Tomicus piniperda
Espèce
Tomicus piniperda est une espèce d'insectes coléoptères de la famille des Curculionidae (Scolytidae). Cette espèce s'attaque aux pins affaiblis ou abattus.

## Synonymes
- Blastophagus piniperda
- Blastophagus major Eggers, 1943
- Bostrichus testaceus Fabricius, 1787
- Dermestes piniperda Linnaeus, 1758
- Hylurgus analogus LeConte, 1868
- Tomicus analogus (Leconte, 1868)
- Tomicus major (Eggers, 1943)
- Tomicus testaceus (Fabricius, 1787)[1]

## Description de l'espèce
Tomicus piniperda mesure de 3 à 5 mm, est une espèce monogame et univoltine et est de couleur noire ou brun sombre(Balachowsky, 1949 ; Chararas, 1962).

## Écologie de l'espèce

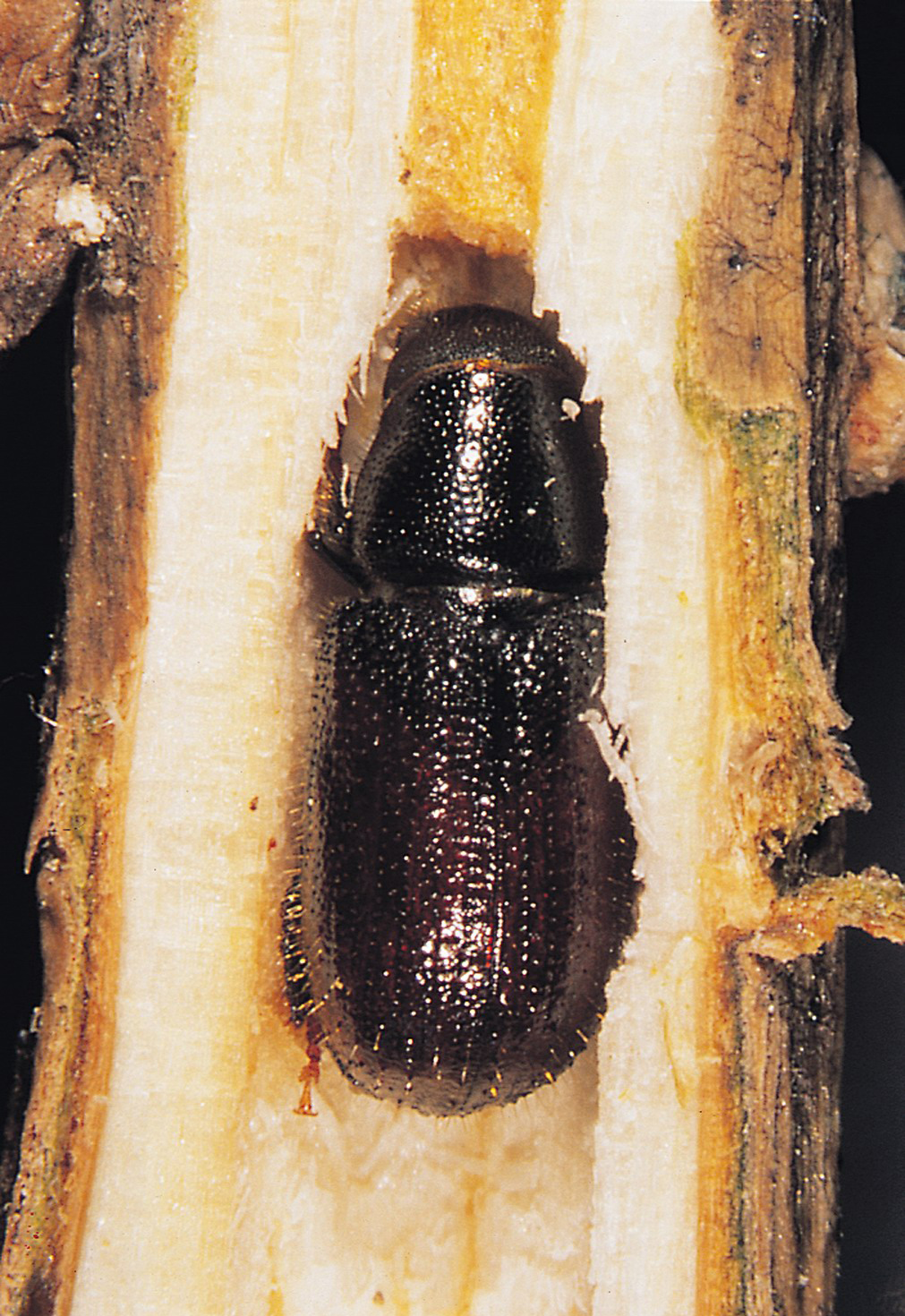
Imago de Tominus piniperda

Son cycle biologique a de fortes répercussions économiques ; ce scolyte, contrairement à la plupart de ses congénères, n'effectue pas sa nutrition de maturation dans l'écorce de l'arbre dans lequel il a fait son développement larvaire, mais les jeunes imagos s'envolent et effectuent leur nutrition de maturation dans la moëlle des pousses de pins.
Ainsi, ce petit coléoptère détruit les pousses de l'année et empêche la croissance des arbres.
Les adultes creusent leur galeries de reproduction qui peuvent mesurer jusqu'à 25 cm de long dans les arbres morts ou mourants les larves creusent des galeries jusqu'à émerger sous forme d'adultes à la fin de l'été.
Il y a une génération par an et les adultes  meurent après la reproduction bien qu’occasionnellement il survivent jusqu'à pouvoir se reproduire une deuxième fois l'année suivante.

## Répartition de l'espèce
La répartition de cette espèce de scolyte est assez vaste, on la retrouve dans toute la zone paléoarctique c’est-à-dire l'Europe et l'Asie (de la France jusqu'au Japon). Il a été introduit accidentellement en Amérique du Nord où il est devenu invasif. Il y a été identifié pour la première fois en juillet 1992 dans un arbre de noël.